# Lung-jou (Kan-su)
Lung-jou (čínsky pchin-jinem Lǒngyòu, znaky zjednodušené 陇右, tradiční 隴右) byl historický region v severní Číně, v oblasti dnešní provincie Kan-su a severovýchodu Čching-chaje. 
Tchangský císař Tchaj-cung (vládl 626–649) rozdělil říši na inspekční obvody tao, jedním z nich byl i obvod Lung-jou zahrnující území dnešní provincie Kan-su a části Sin-ťiangu. Roku 639 měl obvod 198 222 obyvatel v 55 956 domácnostech; roku 742 pak 536 361 obyvatel ve 121 413 domácnostech.
Roku 713 bylo vládou říše Tchang zřízeno regionální obranné velitelství Lung-jou v čele s vojenským guvernérem ťie-tu-š’ pro jihovýchod Kan-su a severovýchod Čching-chaje (východně od jezera Kukunor); úkolem velitelství byla obrana proti útokům Tibetské říše.